# كامبايلوس-بارافينتوس
بلدية كامبايلوس-بارافينتوس (بالإسبانية: Campillos-Paravientos)‏، هي إحدى بلديات مقاطعة قونكة إحدى مقاطعات إسبانيا، و التي تقع في منطقة قشتالة لا منتشا وسط البلاد, و المائلة لجهة الشرق من إسبانيا.
يبلغ عدد سكانها 129 نسمة وفقاً لإحصائية سنة (2007).